# Dīmītrīs Giannakopoulos

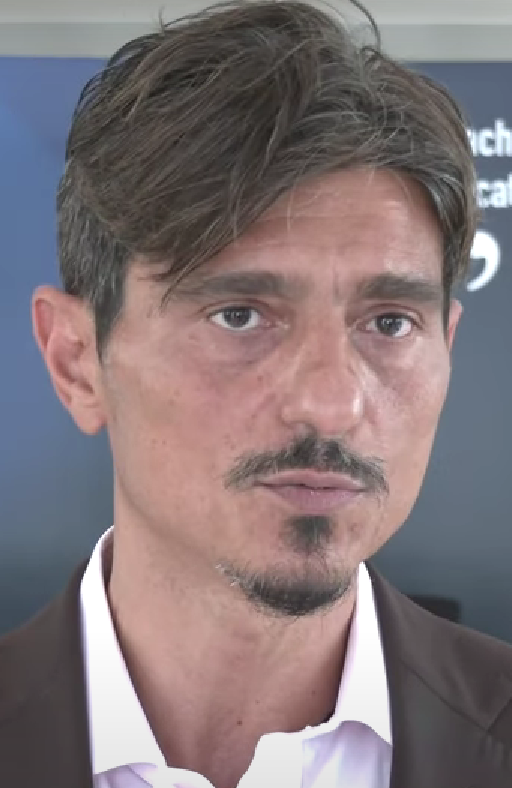
Giannakopoulos nel 2022.

Dīmītrīs Giannakopoulos (in greco Δημήτρης Γιαννακόπουλος?, traslitterato anche Dimitrios Giannakopoulos; Atene, 22 giugno 1974) è un imprenditore e dirigente sportivo greco.

## Biografia
Dimitris Giannakopoulos è il figlio di Pavlos Giannakopoulos e il nipote di Thanasis Giannakopoulos, proprietari di VIANEX, la più grande azienda farmaceutica greca oggi. L'impegno della famiglia nel settore farmaceutico iniziò con suo nonno, Dimitris Giannakopoulos di Sellasia in Laconia, che nel 1924 aprì una farmacia nel centro di Atene.
Nel 1971, Pavlos Giannakopoulos fondò VIANEX. Nel 2012, nonostante la crisi finanziaria greca, la società ha annunciato vendite nette fino a 240200000 €. Ora è l'erede della dinastia costruita da suo padre e dai suoi zii, compresi VIANEX e Panathinaikos BC , che segna l'emergere della nuova generazione in tempi particolarmente difficili. Nel 2004 è stato nominato primo vice presidente di VIANEX, mentre da gennaio 2012 ha assunto anche la carica di Deputy CEO.
È sposato con Ioanna Marosouli, con la quale ha due figli.

## Attività aziendale
Dimitris Giannakopoulos ha assunto l'azienda di famiglia da suo padre, Pavlos, nel gennaio 2012, quando è diventato vice amministratore delegato, oltre ad essere vicepresidente del consiglio di amministrazione di VIANEX.
La compagnia entrò nella nuova era sotto la gestione di Dimitris Giannakopoulos, che era connessa con l'aumento dell'apertura e la conclusione di affari importanti, nuovi o rinnovati di quelli vecchi. A luglio 2013, in occasione dell'annuncio della collaborazione tra VIANEX e Eli Lilly ,per la produzione dell'antibiotico Vancomicina negli stabilimenti di VIANEX in Cina e dell'esportazione del 100% della produzione nel mercato cinese , Pavlos Giannakopoulos ha dichiarato: "Gli ho consegnato i registri della più grande azienda farmaceutica greca del paese, e sono convinto che un giorno lo trasformerà nella più grande azienda farmaceutica anche all'estero". Gli obiettivi di VIANEX includono l'espansione anche in altri mercati esteri, come la Corea del Sud,, Giappone e paesi arabi.
VIANEX ha ricevuto un premio per il suo orientamento all'esportazione negli Active Greece Awards 2015. Inoltre, il suo portafoglio comprende altri premi significativi, come il premio Diamonds of the Greek Economy business 2013 e 2015, nonché l'indice Salux 2014. Vale la pena ricordare anche il premio agli Health & Safety Awards 2015, per le migliori pratiche in materia di salute e sicurezza sul posto di lavoro. La società ha vinto il "VIANEX Integrated Health and Safety Quality Program", la massima distinzione nel settore delle "Aziende farmaceutiche".
Come Dimitris Giannakopoulos ha dichiarato alla stampa in numerose occasioni, VIANEX non ha lasciato andare nessun dipendente, né ha diminuito i salari, nonostante la crisi finanziaria in Grecia. Le dimensioni economiche di VIANEX si sono ridotte; tuttavia, i suoi dipendenti "si sono schierati dalla società e hanno contribuito al raggiungimento di profitti elevati negli ultimi anni, così noi, la direzione, siamo obbligati a sostenere le nostre persone, indipendentemente dalle prestazioni economiche", ha dichiarato Dimitris Giannakopoulos nel 2012.

## Contributo sociale
Dimitris Giannakopoulos si è impegnata in una serie di importanti iniziative con l'intenzione di contribuire alla società greca attraverso VIANEX, Panathinaikos BC, e la società di media elettronici DPG Group, di cui è anche proprietario.
Per sensibilizzare la popolazione, in merito al problema delle malattie cardiovascolari, VIANEX ha donato 15.000 test per il colesterolo cattivo nel contesto del progetto esteso di sostegno ai pazienti panellenici "Misura LDL con noi", sotto l'egida della Società ellenica di lipidologia, aterosclerosi e vascolare Malattia (EELIA).
Inoltre, VIANEX ha donato 300 vaccini alla Clinica sociale e alla farmacia della diocesi di Arkalochori, Kastelli e Viannos e al Comune di Minoa Pediadas a Creta, con l'obiettivo di difendere la salute dei bambini e di tutelare la salute pubblica. DPG ha offerto supporto al Mitera - Center for Child Protection of Attica; la sua gente ha visitato il centro infantile e i dormitori dei locali, per regalare regali per Natale, come caramelle, vestiti, scarpe, lozioni Sudocream e coperte Panathinaikos del PAO Shop. Inoltre, ha risposto all'invito della fondazione Make-a-Wish (Make-a-Wish Greece), prendendo parte alla cena di beneficenza organizzata al Museo Benaki. Panathinaikos BC e Dimitris Giannakopoulos hanno donato cinque sedie a rotelle all'avanguardia all'istituto patriottico di previdenza sociale (PIKPA) di Voula, per la squadra di pallacanestro dell'istituzione durante il campionato nazionale di pallacanestro per disabili. Il presidente dell'Associazione panellenica dei paraplegici (PA.S.PA) ha premiato Dimitris Giannakopoulos per il suo contributo sociale.
Dimitris Giannakopoulos ha donato attrezzature speciali per un valore di 50000 € all'unità operativa subacquea della Guardia costiera ellenica. Il capo della guardia costiera ellenica, il vice ammiraglio Athanasios Athanasopoulos e il comandante delle forze speciali, il capitano Alexios Karakoulas, hanno premiato Giannakopoulos con uno stemma onorario per il suo contributo.
Ha donato anche 55 giubbotti anti-vento fluorescenti alla Polizia Stradale dell'Attica Tollway ( Attiki Odos), per contribuire all'aggiornamento delle loro attrezzature e alla facilitazione del lavoro degli agenti di polizia, in presenza del Colonnello del Traffico Stradale La polizia, il generale di brigata D. Papanagiotou e il comandante della polizia stradale dell'Unità dell'Attica, il tenente della polizia E. Kountouromichalis. Il colonnello della polizia stradale ha ringraziato il signor Giannakopoulos, offrendogli un distintivo onorario. Nel contesto del contributo VIANEX, Dimitris Giannakopoulos ha donato alla polizia ellenica 10 motociclette ad alte prestazioni.

## Panathinaikos BC
Nel 2012, Dimitris Giannakopoulos si è fatto carico del Panathinaikos BC, dopo che suo padre, Pavlos, e suo zio, Thanasis, hanno gestito il club prima di lui.
Durante la sua presidenza, la squadra ha vinto due doppi greci consecutivi (campionato greco Basket League e Coppa greca). Tuttavia, nel dicembre 2014, si è dimesso dalla posizione di presidente del club, assegnando il posto a Manos Papadopoulos. Ha affermato di essere stato costretto a procedere a tale mossa a causa delle costanti sanzioni e multe imposte al club dallo Stato greco.

## Coinvolgimento dei media
Negli ultimi anni Dimitris Giannakopoulos ha creato un Media Group in collaborazione con DPG Digital Media, che è una serie di siti Web di contenuto politico, sportivo, medico e sociale, compresi i siti sportivi susports.gr e leoforos.gr, il sito web medico onmed.gr e molti altri. Il successo di lunga data nella gestione dei mezzi di comunicazione web per DPG è stato suggellato dalla sua collaborazione con la CNN.

### CNN Grecia
DPG, insieme con la notizia colosso internazionale della CNN, ha stabilito CNN.gr . Dimitris Giannakopoulos, Presidente di DPG Group, ha dichiarato in occasione dell'annuncio di cooperazione: "Siamo particolarmente lieti di diventare membri della famiglia CNN internazionale attraverso questa cooperazione strategica. CNN.gr mira a fornire al pubblico di lingua greca immediato e notizie accurate greche e internazionali, con il sigillo di qualità unico fornito dalla CNN, portando allo stesso tempo la diaspora greca più vicina alla madrepatria. In tempi caratterizzati da sviluppi molto importanti per la Grecia, investiamo in una piattaforma che servirà responsabilmente l'aumento richiesta del pubblico per informazioni accurate, tempestive e di qualità. "

## Athlitiki Enosis Spartis
Giannakopoulos è stato anche il principale contributore finanziario della squadra di calcio greca Athlitiki Enosis Spartis, che competeva nella seconda divisione del calcio greco e che aveva sede a Sparta. La società si è sciolta nel 2019.